# CEV Champions League 2024-2025 (femminile)
La CEV Champions League 2024-2025, 65ª edizione della Champions League femminile di pallavolo, si è svolta dal 1º ottobre 2024 al 4 maggio 2025: al torneo hanno partecipato venticinque squadre di club europee e la vittoria finale è andata per la terza volta, la seconda consecutiva, all'Imoco.

## Regolamento

### Formula
La formula ha previsto:
- Fase di qualificazione, strutturata con un turno ad eliminazione diretta con gare di andata e ritorno (in caso di parità di punti dopo le due partite è stato disputato un golden set): le cinque squadre vincenti hanno acceduto alla fase a gironi, mentre le squadre eliminate sono state ammesse ai sedicesimi di finale della Coppa CEV;
- Fase a gironi, disputata con girone all'italiana, con gare di andata e ritorno, per un totale di sei giornate: la prima classificata di ogni girone ha acceduto ai quarti di finale della fase ad eliminazione diretta, le seconde classificate e la migliore terza classificata hanno acceduto ai Play-off della fase a eliminazione diretta, mentre le ulteriori squadre classificate al terzo posto hanno acceduto ai quarti di finale dalla Coppa CEV;
- Fase a eliminazionale diretta, disputata con:
  - Play-off e quarti di finale giocati con gare di andata e ritorno;
  - Semifinali, finale terzo posto e finale, giocate in gara unica.

### Criteri di classifica
Se il risultato finale è stato di 3-0 o 3-1 sono stati assegnati 3 punti alla squadra vincente e 0 a quella sconfitta, se il risultato finale è stato di 3-2 sono stati assegnati 2 punti alla squadra vincente e 1 a quella sconfitta.
L'ordine del posizionamento in classifica è stato definito in base a:
- Numero di partite vinte;
- Punti;
- Ratio dei set vinti/persi;
- Ratio dei punti realizzati/subiti;
- Risultati degli scontri diretti.

## Squadre partecipanti
| - Asterix Avo - Gacko - Marica - HAOK Mladost - Levallois Paris - Neptunes de Nantes - MTV Stoccarda | - Schweriner - Imoco - Pro Victoria - Savino Del Bene - Rabotnički - Herceg Novi | - BKS - Budowlani Łódź - Developres Rzeszów - Porto - Voluntari - TENT | - Kamnik - JAV Olímpico - Eczacıbaşı - Fenerbahçe - VakıfBank - Vasas |

## Torneo

### Fase di qualificazione

#### Tabellone
Gli accoppiamenti sono stati stabiliti mediante sorteggio, tenutosi a Lussemburgo il 16 luglio 2024.
|  | Terzo turno    |   |   |  |  |  |  |  |  |  |  |  |  |  |
|  |                |   |   |  |  |  |  |  |  |  |  |  |  |  |
|  | Herceg Novi    | 0 | 0 |  |  |  |  |  |  |  |  |  |  |  |
|  | Herceg Novi    | 0 | 0 |  |  |  |  |  |  |  |  |  |  |  |
|  | Budowlani Łódź | 3 | 3 |  |  |  |  |  |  |  |  |  |  |  |
|  | Budowlani Łódź | 3 | 3 |  |  |  |  |  |  |  |  |  |  |  |
|  |                |   |   |  |  |  |  |  |  |  |  |  |  |  |
|  |                |   |   |  |  |  |  |  |  |  |  |  |  |  |
|  | Asterix Avo    | 1 | 0 |  |  |  |  |  |  |  |  |  |  |  |
|  | Asterix Avo    | 1 | 0 |  |  |  |  |  |  |  |  |  |  |  |
|  | TENT           | 3 | 3 |  |  |  |  |  |  |  |  |  |  |  |
|  | TENT           | 3 | 3 |  |  |  |  |  |  |  |  |  |  |  |
|  |                |   |   |  |  |  |  |  |  |  |  |  |  |  |
|  |                |   |   |  |  |  |  |  |  |  |  |  |  |  |
|  | Rabotnički     | 0 | 0 |  |  |  |  |  |  |  |  |  |  |  |
|  | Rabotnički     | 0 | 0 |  |  |  |  |  |  |  |  |  |  |  |
|  | Voluntari      | 3 | 3 |  |  |  |  |  |  |  |  |  |  |  |
|  | Voluntari      | 3 | 3 |  |  |  |  |  |  |  |  |  |  |  |
|  |                |   |   |  |  |  |  |  |  |  |  |  |  |  |
|  |                |   |   |  |  |  |  |  |  |  |  |  |  |  |
|  | Porto          | 3 | 3 |  |  |  |  |  |  |  |  |  |  |  |
|  | Porto          | 3 | 3 |  |  |  |  |  |  |  |  |  |  |  |
|  | JAV Olímpico   | 0 | 2 |  |  |  |  |  |  |  |  |  |  |  |
|  | JAV Olímpico   | 0 | 2 |  |  |  |  |  |  |  |  |  |  |  |
|  |                |   |   |  |  |  |  |  |  |  |  |  |  |  |
|  |                |   |   |  |  |  |  |  |  |  |  |  |  |  |
|  | Gacko          | 1 | 1 |  |  |  |  |  |  |  |  |  |  |  |
|  | Gacko          | 1 | 1 |  |  |  |  |  |  |  |  |  |  |  |
|  | HAOK Mladost   | 3 | 3 |  |  |  |  |  |  |  |  |  |  |  |

#### Terzo turno

##### Andata
| 2 ottobre 2024 Sportski centar Igalo, Castelnuovo Durata: 1h:31 - Spettatori: 150 | Herceg Novi | 0 - 3 | Budowlani Łódź | 22-25, 25-27, 18-25        |
| 2 ottobre 2024 Topsporthal, Beveren Durata: 1h:47 - Spettatori: 300               | Asterix Avo | 1 - 3 | TENT           | 20-25, 20-25, 25-23, 12-25 |
| 2 ottobre 2024 Sportska sala Park, Strumica Durata: 0h:58 - Spettatori: 301       | Rabotnički  | 0 - 3 | Voluntari      | 14-25, 13-25, 12-25        |
| 1º ottobre 2024 Dragão Caixa, Porto Durata: 1h:15 - Spettatori: 550               | Porto       | 3 - 0 | JAV Olímpico   | 25-19, 25-23, 25-18        |
| 3 ottobre 2024 SC Olimp, Trebigne Durata: 1h:48 - Spettatori: 350                 | Gacko       | 1 - 3 | HAOK Mladost   | 25-19, 22-25, 22-25, 17-25 |

##### Ritorno
| 8 ottobre 2024 Łódź Sport Arena, Łódź Durata: 1h:19 - Spettatori: 1 050               | Budowlani Łódź | 3 - 0 | Herceg Novi | 25-20, 25-20, 25-21               |
| 9 ottobre 2024 Sportsko-kulturni centar, Obrenovac Durata: 1h:20 - Spettatori: 850    | TENT           | 3 - 0 | Asterix Avo | 25-13, 25-19, 25-20               |
| 9 ottobre 2024 Sala Sporturilor, Mioveni Durata: 1h:04 - Spettatori: 95               | Voluntari      | 3 - 0 | Rabotnički  | 25-11, 25-16, 25-15               |
| 9 ottobre 2024 Centro Insular de Deportes, Las Palmas Durata: 2h:03 - Spettatori: 280 | JAV Olímpico   | 2 - 3 | Porto       | 25-22, 23-25, 25-21, 18-25, 14-16 |
| 10 ottobre 2024 Dom odbojke Bojan Stranić, Zagabria Durata: 1h:34 - Spettatori: 300   | HAOK Mladost   | 3 - 1 | Gacko       | 25-20, 22-25, 25-20, 25-17        |

### Fase a gironi
Le squadre sono state divise in cinque gironi mediante sorteggio.
| Girone A           | Girone B        | Girone C     | Girone D           | Girone E        |
| ------------------ | --------------- | ------------ | ------------------ | --------------- |
| Imoco              | Eczacıbaşı      | Pro Victoria | Fenerbahçe         | Savino Del Bene |
| Developres Rzeszów | Levallois Paris | VakıfBank    | Neptunes de Nantes | BKS             |
| Marica             | Schweriner      | Kamnik       | Vasas              | MTV Stoccarda   |
| HAOK Mladost       | TENT            | Porto        | Budowlani Łódź     | Voluntari       |

#### Girone A

##### Risultati
| 7 novembre 2024 PalaVerde, Villorba Durata: 1h:13 - Spettatori: 3 130                  | Imoco              | 3 - 0 | HAOK Mladost       | 26-24, 25-10, 25-15        |
| 6 novembre 2024 Hala Podpromie, Rzeszów Durata: 1h:46 - Spettatori: 2 870              | Developres Rzeszów | 3 - 1 | Marica             | 29-31, 25-17, 25-8, 25-11  |
| 12 novembre 2024 Kolodruma, Plovdiv Durata: 1h:10 - Spettatori: 1 780                  | Marica             | 0 - 3 | Imoco              | 23-25, 17-25, 17-25        |
| 14 novembre 2024 Dom odbojke Bojan Stranić, Zagabria Durata: 1h:17 - Spettatori: 2 000 | HAOK Mladost       | 0 - 3 | Developres Rzeszów | 15-25, 18-25, 23-25        |
| 27 novembre 2024 Hala Podpromie, Rzeszów Durata: 1h:51 - Spettatori: 3 480             | Developres Rzeszów | 1 - 3 | Imoco              | 28-30, 20-25, 25-23, 15-25 |
| 28 novembre 2024 Dom odbojke Bojan Stranić, Zagabria Durata: 1h:40 - Spettatori: 725   | HAOK Mladost       | 1 - 3 | Marica             | 17-25, 25-18, 22-25, 19-25 |
| 10 dicembre 2024 PalaVerde, Villorba Durata: 1h:02 - Spettatori: 3 380                 | Imoco              | 3 - 0 | Marica             | 25-18, 25-12, 25-19        |
| 10 dicembre 2024 Hala Podpromie, Rzeszów Durata: 1h:12 - Spettatori: 2 010             | Developres Rzeszów | 3 - 0 | HAOK Mladost       | 25-17, 25-19, 25-14        |
| 9 gennaio 2025 Dom odbojke Bojan Stranić, Zagabria Durata: 1h:11 - Spettatori: 2 400   | HAOK Mladost       | 0 - 3 | Imoco              | 16-25, 16-25, 23-25        |
| 9 gennaio 2025 Kolodruma, Plovdiv Durata: 1h:26 - Spettatori: 1 480                    | Marica             | 0 - 3 | Developres Rzeszów | 18-25, 20-25, 21-25        |
| 22 gennaio 2025 PalaVerde, Villorba Durata: 1h:05 - Spettatori: 3 880                  | Imoco              | 3 - 0 | Developres Rzeszów | 25-11, 25-15, 25-19        |
| 22 gennaio 2025 Kolodruma, Plovdiv Durata: 1h:01 - Spettatori: 2 180                   | Marica             | 3 - 0 | HAOK Mladost       | 25-15, 25-16, 25-19        |

##### Classifica
| Pos. | Squadra            | Pt | G | V | P | SV | SP | Ratio  | PF  | PS  | Ratio |
| ---- | ------------------ | -- | - | - | - | -- | -- | ------ | --- | --- | ----- |
| 1.   | Imoco              | 18 | 6 | 6 | 0 | 18 | 1  | 18,000 | 479 | 343 | 1,397 |
| 2.   | Developres Rzeszów | 12 | 6 | 4 | 2 | 13 | 7  | 1,857  | 462 | 410 | 1,127 |
| 3.   | Marica             | 6  | 6 | 2 | 4 | 7  | 13 | 0,538  | 400 | 462 | 0,866 |
| 4.   | HAOK Mladost       | 0  | 6 | 0 | 6 | 1  | 18 | 0,056  | 343 | 469 | 0,731 |

      Qualificata ai quarti di finale.
      Qualificata ai play-off.
      Qualificata ai quarti di finale di Coppa CEV.

#### Girone B

##### Risultati
| 6 novembre 2024 Burhan Felek Spor Salonu, Istanbul Durata: 1h:03 - Spettatori: 1 200               | Eczacıbaşı      | 3 - 0 | TENT            | 25-12, 25-11, 25-21               |
| 6 novembre 2024 Palais des sports Marcel-Cerdan, Levallois-Perret Durata: 1h:23 - Spettatori: 600  | Levallois Paris | 0 - 3 | Schweriner      | 19-25, 13-25, 23-25               |
| 13 novembre 2024 ARENA Schwerin, Schwerin Durata: 1h:19 - Spettatori: 1 661                        | Schweriner      | 0 - 3 | Eczacıbaşı      | 23-25, 21-25, 11-25               |
| 14 novembre 2024 Sportsko-kulturni centar, Obrenovac Durata: 1h:56 - Spettatori: 938               | TENT            | 3 - 1 | Levallois Paris | 26-24, 25-20, 22-25, 25-18        |
| 26 novembre 2024 Palais des sports Marcel-Cerdan, Levallois-Perret Durata: 1h:30 - Spettatori: 670 | Levallois Paris | 0 - 3 | Eczacıbaşı      | 25-27, 22-25, 21-25               |
| 27 novembre 2024 Sportsko-kulturni centar, Obrenovac Durata: 1h:19 - Spettatori: 1 805             | TENT            | 3 - 0 | Schweriner      | 25-19, 25-23, 25-18               |
| 10 dicembre 2024 Burhan Felek Spor Salonu, Istanbul Durata: 1h:22 - Spettatori: 1 350              | Eczacıbaşı      | 3 - 0 | Schweriner      | 25-17, 25-23, 25-18               |
| 10 dicembre 2024 Palais des sports Marcel-Cerdan, Levallois-Perret Durata: 2h:06 - Spettatori: 350 | Levallois Paris | 2 - 3 | TENT            | 24-26, 25-17, 25-19, 21-25, 13-15 |
| 9 gennaio 2025 Sportsko-kulturni centar, Obrenovac Durata: 1h:36 - Spettatori: 2 700               | TENT            | 1 - 3 | Eczacıbaşı      | 25-21, 10-25, 16-25, 22-25        |
| 8 gennaio 2025 ARENA Schwerin, Schwerin Durata: 2h:08 - Spettatori: 1 492                          | Schweriner      | 3 - 2 | Levallois Paris | 23-25, 25-12, 25-21, 21-25, 15-12 |
| 22 gennaio 2025 Burhan Felek Spor Salonu, Istanbul Durata: 1h:01 - Spettatori: 2 006               | Eczacıbaşı      | 3 - 0 | Levallois Paris | 25-11, 25-15, 25-18               |
| 22 gennaio 2025 ARENA Schwerin, Schwerin Durata: 1h:12 - Spettatori: 1 750                         | Schweriner      | 3 - 0 | TENT            | 25-20, 25-13, 25-18               |

##### Classifica
| Pos. | Squadra         | Pt | G | V | P | SV | SP | Ratio  | PF  | PS  | Ratio |
| ---- | --------------- | -- | - | - | - | -- | -- | ------ | --- | --- | ----- |
| 1.   | Eczacıbaşı      | 18 | 6 | 6 | 0 | 18 | 1  | 18,000 | 473 | 342 | 1,383 |
| 2.   | TENT            | 8  | 6 | 3 | 3 | 10 | 12 | 0,833  | 443 | 501 | 0,884 |
| 3.   | Schweriner      | 8  | 6 | 3 | 3 | 9  | 11 | 0,818  | 432 | 426 | 1,014 |
| 4.   | Levallois Paris | 2  | 6 | 0 | 6 | 5  | 18 | 0,278  | 457 | 536 | 0,853 |

      Qualificata ai quarti di finale.
      Qualificata ai play-off.

#### Girone C

##### Risultati
| 7 novembre 2024 Arena di Monza, Monza Durata: 1h:19 - Spettatori: 1 756            | Pro Victoria | 3 - 0 | Porto        | 25-15, 27-25, 25-17               |
| 6 novembre 2024 VakıfBank Spor Sarayı, Istanbul Durata: 1h:46 - Spettatori: 1 234  | VakıfBank    | 3 - 1 | Kamnik       | 25-21, 22-25, 25-15, 25-12        |
| 12 novembre 2024 Hala Tivoli, Lubiana Durata: 1h:04 - Spettatori: 315              | Kamnik       | 0 - 3 | Pro Victoria | 8-25, 14-25, 17-25                |
| 12 novembre 2024 Dragão Caixa, Porto Durata: 1h:02 - Spettatori: 1 970             | Porto        | 0 - 3 | VakıfBank    | 13-25, 16-25, 13-25               |
| 28 novembre 2024 VakıfBank Spor Sarayı, Istanbul Durata: 1h:12 - Spettatori: 2 553 | VakıfBank    | 3 - 0 | Pro Victoria | 25-19, 25-18, 25-17               |
| 28 novembre 2024 Dragão Caixa, Porto Durata: 1h:15 - Spettatori: 880               | Porto        | 3 - 0 | Kamnik       | 25-20, 25-18, 25-18               |
| 11 dicembre 2024 Arena di Monza, Monza Durata: 1h:08 - Spettatori: 1 755           | Pro Victoria | 3 - 0 | Kamnik       | 25-15, 25-11, 25-13               |
| 10 dicembre 2024 VakıfBank Spor Sarayı, Istanbul Durata: 1h:10 - Spettatori: 1 983 | VakıfBank    | 3 - 0 | Porto        | 25-14, 25-18, 25-18               |
| 8 gennaio 2025 Dragão Caixa, Porto Durata: 1h:13 - Spettatori: 954                 | Porto        | 0 - 3 | Pro Victoria | 13-25, 24-26, 16-25               |
| 7 gennaio 2025 Hala Tivoli, Lubiana Durata: 1h:18 - Spettatori: 360                | Kamnik       | 0 - 3 | VakıfBank    | 22-25, 18-25, 23-25               |
| 22 gennaio 2025 Palalido, Milano Durata: 1h:49 - Spettatori: 4 349                 | Pro Victoria | 3 - 1 | VakıfBank    | 25-21, 16-25, 25-22, 25-19        |
| 22 gennaio 2025 Hala Tivoli, Lubiana Durata: 2h:30 - Spettatori: 400               | Kamnik       | 2 - 3 | Porto        | 30-28, 25-17, 28-30, 15-25, 20-22 |

##### Classifica
| Pos. | Squadra      | Pt | G | V | P | SV | SP | Ratio | PF  | PS  | Ratio |
| ---- | ------------ | -- | - | - | - | -- | -- | ----- | --- | --- | ----- |
| 1.   | VakıfBank    | 15 | 6 | 5 | 1 | 16 | 4  | 4,000 | 484 | 373 | 1,298 |
| 2.   | Pro Victoria | 15 | 6 | 5 | 1 | 15 | 4  | 3,750 | 448 | 350 | 1,280 |
| 3.   | Porto        | 5  | 6 | 2 | 4 | 6  | 14 | 0,429 | 399 | 477 | 0,836 |
| 4.   | Kamnik       | 1  | 6 | 0 | 6 | 3  | 18 | 0,167 | 388 | 519 | 0,748 |

      Qualificata ai quarti di finale.
      Qualificata ai play-off.
      Qualificata ai quarti di finale di Coppa CEV.

#### Girone D

##### Risultati
| 6 novembre 2024 Burhan Felek Spor Salonu, Istanbul Durata: 1h:08 - Spettatori: 3 100        | Fenerbahçe         | 3 - 0 | Budowlani Łódź     | 25-19, 25-20, 25-14               |
| 5 novembre 2024 Complexe Sportif Mangin Beaulieu, Nantes Durata: 2h:12 - Spettatori: 1 569  | Neptunes de Nantes | 2 - 3 | Vasas              | 25-17, 21-25, 25-17, 13-25, 13-15 |
| 13 novembre 2024 Érd Aréna, Érd Durata: 1h:39 - Spettatori: 2 300                           | Vasas              | 1 - 3 | Fenerbahçe         | 13-25, 15-25, 26-24, 21-25        |
| 12 novembre 2024 Łódź Sport Arena, Łódź Durata: 2h:04 - Spettatori: 800                     | Budowlani Łódź     | 3 - 2 | Neptunes de Nantes | 25-19, 25-18, 18-25, 23-25, 15-13 |
| 27 novembre 2024 Complexe Sportif Mangin Beaulieu, Nantes Durata: 1h:23 - Spettatori: 2 300 | Neptunes de Nantes | 0 - 3 | Fenerbahçe         | 18-25, 21-25, 23-25               |
| 28 novembre 2024 Łódź Sport Arena, Łódź Durata: 1h:20 - Spettatori: 1 900                   | Budowlani Łódź     | 3 - 0 | Vasas              | 25-14, 25-19, 25-16               |
| 11 dicembre 2024 Burhan Felek Spor Salonu, Istanbul Durata: 1h:43 - Spettatori: 2 039       | Fenerbahçe         | 3 - 1 | Vasas              | 25-16, 25-18, 22-25, 25-20        |
| 10 dicembre 2024 Salle sportive métropolitaine, Rezé Durata: 2h:02 - Spettatori: 3 533      | Neptunes de Nantes | 1 - 3 | Budowlani Łódź     | 25-17, 34-36, 18-25, 22-25        |
| 7 gennaio 2025 Łódź Sport Arena, Łódź Durata: 1h:34 - Spettatori: 2 700                     | Budowlani Łódź     | 1 - 3 | Fenerbahçe         | 25-21, 19-25, 13-25, 24-26        |
| 8 gennaio 2025 Érd Aréna, Érd Durata: 1h:23 - Spettatori: 900                               | Vasas              | 3 - 0 | Neptunes de Nantes | 25-21, 25-22, 25-20               |
| 22 gennaio 2025 Burhan Felek Spor Salonu, Istanbul Durata: 1h:06 - Spettatori: 2 220        | Fenerbahçe         | 3 - 0 | Neptunes de Nantes | 25-15, 25-13, 25-16               |
| 22 gennaio 2025 Érd Aréna, Érd Durata: 2h:11 - Spettatori: 1 050                            | Vasas              | 2 - 3 | Budowlani Łódź     | 25-21, 23-25, 15-25, 25-22, 18-20 |

##### Classifica
| Pos. | Squadra            | Pt | G | V | P | SV | SP | Ratio | PF  | PS  | Ratio |
| ---- | ------------------ | -- | - | - | - | -- | -- | ----- | --- | --- | ----- |
| 1.   | Fenerbahçe         | 18 | 6 | 6 | 0 | 18 | 3  | 6,000 | 518 | 394 | 1,315 |
| 2.   | Budowlani Łódź     | 10 | 6 | 4 | 2 | 13 | 11 | 1,182 | 531 | 526 | 1,010 |
| 3.   | Vasas              | 6  | 6 | 2 | 4 | 10 | 14 | 0,714 | 483 | 544 | 0,888 |
| 4.   | Neptunes de Nantes | 2  | 6 | 0 | 6 | 5  | 18 | 0,278 | 465 | 533 | 0,872 |

      Qualificata ai quarti di finale.
      Qualificata ai play-off.
      Qualificata ai quarti di finale di Coppa CEV.

#### Girone E

##### Risultati
| 6 novembre 2024 Palazzo Wanny, Firenze Durata: 1h:16 - Spettatori: 1 150                    | Savino Del Bene | 3 - 0 | Voluntari       | 25-20, 25-20, 25-12              |
| 7 novembre 2024 Hala widowiskowo-sportowa, Bielsko-Biała Durata: 1h:50 - Spettatori: 2 170  | BKS             | 3 - 1 | MTV Stoccarda   | 22-25, 25-19, 25-23, 25-20       |
| 13 novembre 2024 SCHARRena, Stoccarda Durata: 1h:18 - Spettatori: 2 251                     | MTV Stoccarda   | 0 - 3 | Savino Del Bene | 17-25, 22-25, 21-25              |
| 13 novembre 2024 Sala Polivalentă, Bucarest Durata: 1h:20 - Spettatori: 200                 | Voluntari       | 3 - 0 | BKS             | 25-21, 25-17, 25-23              |
| 27 novembre 2024 Hala widowiskowo-sportowa, Bielsko-Biała Durata: 1h:19 - Spettatori: 2 687 | BKS             | 0 - 3 | Savino Del Bene | 22-25, 22-25, 23-25              |
| 27 novembre 2024 Sala Polivalentă, Bucarest Durata: 1h:59 - Spettatori: 250                 | Voluntari       | 1 - 3 | MTV Stoccarda   | 17-25, 23-25, 26-24, 21-25       |
| 11 dicembre 2024 Palazzo Wanny, Firenze Durata: 1h:06 - Spettatori: 1 056                   | Savino Del Bene | 3 - 0 | MTV Stoccarda   | 25-16, 25-12, 25-22              |
| 11 dicembre 2024 Hala widowiskowo-sportowa, Bielsko-Biała Durata: 1h:57 - Spettatori: 1 750 | BKS             | 3 - 1 | Voluntari       | 25-19, 25-27, 25-23, 25-19       |
| 8 gennaio 2025 Sala Polivalentă, Bucarest Durata: 1h:07 - Spettatori: 200                   | Voluntari       | 0 - 3 | Savino Del Bene | 20-25, 16-25, 16-25              |
| 8 gennaio 2025 SCHARRena, Stoccarda Durata: 1h:47 - Spettatori: 1 954                       | MTV Stoccarda   | 3 - 1 | BKS             | 25-19, 19-25, 25-19, 25-20       |
| 22 gennaio 2025 Palazzo Wanny, Firenze Durata: 1h:18 - Spettatori: 911                      | Savino Del Bene | 3 - 0 | BKS             | 25-20, 25-23, 25-15              |
| 22 gennaio 2025 SCHARRena, Stoccarda Durata: 1h:56 - Spettatori: 1 967                      | MTV Stoccarda   | 3 - 2 | Voluntari       | 14-25, 25-20, 25-23, 19-25, 15-8 |

##### Classifica
| Pos. | Squadra         | Pt | G | V | P | SV | SP | Ratio | PF  | PS  | Ratio |
| ---- | --------------- | -- | - | - | - | -- | -- | ----- | --- | --- | ----- |
| 1.   | Savino Del Bene | 18 | 6 | 6 | 0 | 18 | 0  | MAX   | 450 | 339 | 1,327 |
| 2.   | MTV Stoccarda   | 8  | 6 | 3 | 3 | 10 | 13 | 0,769 | 488 | 518 | 0,942 |
| 3.   | BKS             | 6  | 6 | 2 | 4 | 7  | 14 | 0,500 | 466 | 494 | 0,943 |
| 4.   | Voluntari       | 4  | 6 | 1 | 5 | 7  | 15 | 0,467 | 455 | 508 | 0,896 |

      Qualificata ai quarti di finale.
      Qualificata ai play-off.
      Qualificata ai quarti di finale di Coppa CEV.

#### Classifica generale
| Pos. | Squadra            | Pt | G | V | P | SV | SP | Ratio  | PF  | PS  | Ratio |
| ---- | ------------------ | -- | - | - | - | -- | -- | ------ | --- | --- | ----- |
| 1E.  | Savino Del Bene    | 18 | 6 | 6 | 0 | 18 | 0  | MAX    | 450 | 339 | 1,327 |
| 1A.  | Imoco              | 18 | 6 | 6 | 0 | 18 | 1  | 18,000 | 479 | 343 | 1,397 |
| 1B.  | Eczacıbaşı         | 18 | 6 | 6 | 0 | 18 | 1  | 18,000 | 473 | 342 | 1,383 |
| 1D.  | Fenerbahçe         | 18 | 6 | 6 | 0 | 18 | 3  | 6,000  | 518 | 394 | 1,315 |
| 1C.  | VakıfBank          | 15 | 6 | 5 | 1 | 16 | 4  | 4,000  | 484 | 373 | 1,298 |
|      |                    |    |   |   |   |    |    |        |     |     |       |
| 2C.  | Pro Victoria       | 15 | 6 | 5 | 1 | 15 | 4  | 3,750  | 448 | 350 | 1,280 |
| 2A.  | Developres Rzeszów | 12 | 6 | 4 | 2 | 13 | 7  | 1,857  | 462 | 410 | 1,127 |
| 2D.  | Budowlani Łódź     | 10 | 6 | 4 | 2 | 13 | 11 | 1,182  | 531 | 526 | 1,010 |
| 2B.  | TENT               | 8  | 6 | 3 | 3 | 10 | 12 | 0,833  | 443 | 501 | 0,884 |
| 2E.  | MTV Stoccarda      | 8  | 6 | 3 | 3 | 10 | 13 | 0,769  | 488 | 518 | 0,942 |
|      |                    |    |   |   |   |    |    |        |     |     |       |
| 3B.  | Schweriner         | 8  | 6 | 3 | 3 | 9  | 11 | 0,818  | 432 | 426 | 1,014 |
| 3D.  | Vasas              | 6  | 6 | 2 | 4 | 10 | 14 | 0,714  | 483 | 544 | 0,888 |
| 3A.  | Marica             | 6  | 6 | 2 | 4 | 7  | 13 | 0,538  | 400 | 462 | 0,866 |
| 3E.  | BKS                | 6  | 6 | 2 | 4 | 7  | 14 | 0,500  | 466 | 494 | 0,943 |
| 3C.  | Porto              | 5  | 6 | 2 | 4 | 6  | 14 | 0,429  | 399 | 477 | 0,836 |
|      |                    |    |   |   |   |    |    |        |     |     |       |
| 4E.  | Voluntari          | 4  | 6 | 1 | 5 | 7  | 15 | 0,467  | 455 | 508 | 0,896 |
| 4D.  | Neptunes de Nantes | 2  | 6 | 0 | 6 | 5  | 18 | 0,278  | 465 | 533 | 0,872 |
| 4B.  | Levallois Paris    | 2  | 6 | 0 | 6 | 5  | 18 | 0,278  | 457 | 536 | 0,853 |
| 4C.  | Kamnik             | 1  | 6 | 0 | 6 | 3  | 18 | 0,167  | 388 | 519 | 0,748 |
| 4A.  | HAOK Mladost       | 0  | 6 | 0 | 6 | 1  | 18 | 0,056  | 343 | 469 | 0,731 |

      Qualificata ai quarti di finale.
      Qualificata ai play-off.
      Qualificata ai quarti di finale di Coppa CEV.

### Fase a eliminazione diretta

#### Tabellone
|  | Play-off | Play-off           | Play-off | Play-off |  |  | Quarti di finale | Quarti di finale   | Quarti di finale | Quarti di finale |   |  | Semifinali | Semifinali   | Semifinali |                 |   | Finale          | Finale          | Finale          |  |
|  |          |                    |          |          |  |  |                  |                    |                  |                  |   |  |            |              |            |                 |   |                 |                 |                 |  |
|  | 3B       | Schweriner         | 0        | 0        |  |  |                  |                    |                  |                  |   |  |            |              |            |                 |   |                 |                 |                 |  |
|  | 2C       | Pro Victoria       | 3        | 3        |  |  | 2C               | Pro Victoria       | 3                | 3                |   |  |            |              |            |                 |   |                 |                 |                 |  |
|  |          |                    |          |          |  |  | 1B               | Eczacıbaşı         | 0                | 0                |   |  |            |              |            |                 |   |                 |                 |                 |  |
|  |          |                    |          |          |  |  |                  |                    |                  |                  |   |  | 2C         | Pro Victoria | 1          |                 |   |                 |                 |                 |  |
|  | 2E       | MTV Stoccarda      | 1        | 0        |  |  |                  |                    | 1A               | Imoco            | 3 |  |            |              |            |                 |   |                 |                 |                 |  |
|  | 2A       | Developres Rzeszów | 3        | 3        |  |  | 2A               | Developres Rzeszów | 0                | 0                |   |  |            |              |            |                 |   |                 |                 |                 |  |
|  |          |                    |          |          |  |  | 1A               | Imoco              | 3                | 3                |   |  |            |              |            |                 |   |                 |                 |                 |  |
|  |          |                    |          |          |  |  |                  |                    |                  |                  |   |  | 1A         | Imoco        | 3          |                 |   |                 |                 |                 |  |
|  |          |                    |          |          |  |  |                  |                    |                  |                  |   |  |            |              | 1E         | Savino Del Bene | 0 |                 |                 |                 |  |
|  |          |                    |          |          |  |  | 1C               | VakıfBank          | 0                | 315              |   |  |            |              |            |                 |   |                 |                 |                 |  |
|  |          |                    |          |          |  |  | 1D               | Fenerbahçe         | 3                | 111              |   |  |            |              |            |                 |   |                 |                 |                 |  |
|  |          |                    |          |          |  |  |                  |                    |                  |                  |   |  | 1C         | VakıfBank    | 0          |                 |   | Finale 3º posto | Finale 3º posto | Finale 3º posto |  |
|  | 2B       | TENT               | 0        | 1        |  |  |                  |                    | 1E               | Savino Del Bene  | 3 |  |            |              |            |                 |   |                 |                 |                 |  |
|  | 2D       | Budowlani Łódź     | 3        | 3        |  |  | 2D               | Budowlani Łódź     | 0                | 0                |   |  |            |              |            |                 |   | 2C              | Pro Victoria    | 3               |  |
|  |          |                    |          |          |  |  | 1E               | Savino Del Bene    | 3                | 3                |   |  | 1C         | VakıfBank    | 1          |                 |   |                 |                 |                 |  |

#### Risultati

##### Play-off

###### Andata
| 5 febbraio 2025 ARENA Schwerin, Schwerin Durata: 1h:12 - Spettatori: 1 927          | Schweriner    | 0 - 3 | Pro Victoria       | 14-25, 23-25, 16-25        |
| 6 febbraio 2025 SCHARRena, Stoccarda Durata: 2h:18 - Spettatori: 1 769              | MTV Stoccarda | 1 - 3 | Developres Rzeszów | 21-25, 25-22, 43-45, 20-25 |
| 5 febbraio 2025 Sportsko-kulturni centar, Obrenovac Durata: 1h:25 - Spettatori: 950 | TENT          | 0 - 3 | Budowlani Łódź     | 23-25, 16-25, 23-25        |

###### Ritorno
| 20 febbraio 2025 Arena di Monza, Monza Durata: 1h:29 - Spettatori: 1 813   | Pro Victoria       | 3 - 0 | Schweriner    | 25-18, 25-21, 26-24        |
| 20 febbraio 2025 Hala Podpromie, Rzeszów Durata: 1h:14 - Spettatori: 3 428 | Developres Rzeszów | 3 - 0 | MTV Stoccarda | 25-20, 25-18, 25-22        |
| 18 febbraio 2025 Łódź Sport Arena, Łódź Durata: 1h:45 - Spettatori: 2 150  | Budowlani Łódź     | 3 - 1 | TENT          | 25-23, 25-18, 24-26, 25-15 |

##### Quarti di finale

###### Andata
| 4 marzo 2025 Palalido, Milano Durata: 1h:14 - Spettatori: 4 010                | Pro Victoria       | 3 - 0 | Eczacıbaşı      | 25-18, 25-23, 25-14 |
| 5 marzo 2025 Hala Podpromie, Rzeszów Durata: 1h:27 - Spettatori: 3 480         | Developres Rzeszów | 0 - 3 | Imoco           | 22-25, 17-25, 27-29 |
| 5 marzo 2025 VakıfBank Spor Sarayı, Istanbul Durata: 1h:23 - Spettatori: 3 125 | VakıfBank          | 0 - 3 | Fenerbahçe      | 21-25, 23-25, 27-29 |
| 5 marzo 2025 Łódź Sport Arena, Łódź Durata: 1h:17 - Spettatori: 2 300          | Budowlani Łódź     | 0 - 3 | Savino Del Bene | 22-25, 22-25, 21-25 |

###### Ritorno
| 13 marzo 2025 Burhan Felek Spor Salonu, Istanbul Durata: 1h:23 - Spettatori: 3 100 | Eczacıbaşı      | 0 - 3 | Pro Victoria       | 24-26, 24-26, 21-25                          |
| 12 marzo 2025 PalaVerde, Villorba Durata: 1h:16 - Spettatori: 4 330                | Imoco           | 3 - 0 | Developres Rzeszów | 25-18, 25-19, 25-22                          |
| 12 marzo 2025 Burhan Felek Spor Salonu, Istanbul Durata: 2h:18 - Spettatori: 3 590 | Fenerbahçe      | 1 - 3 | VakıfBank          | 25-19, 23-25, 20-25, 24-26 Golden set: 11-15 |
| 12 marzo 2025 Palazzo Wanny, Firenze Durata: 1h:08 - Spettatori: 2 464             | Savino Del Bene | 3 - 0 | Budowlani Łódź     | 25-17, 25-17, 25-16                          |

##### Semifinali
| 3 maggio 2025 Ülker Sports Arena, Istanbul Durata: 1h:52 - Spettatori: 3 350 | Pro Victoria | 1 - 3 | Imoco           | 21-25, 25-20, 17-25, 23-25 |
| 3 maggio 2025 Ülker Sports Arena, Istanbul Durata: 1h:16 - Spettatori: 5 410 | VakıfBank    | 0 - 3 | Savino Del Bene | 12-25, 19-25, 21-25        |

##### Finale 3º posto
| 4 maggio 2025 Ülker Sports Arena, Istanbul Durata: 1h:40 - Spettatori: 4 350 | Pro Victoria | 3 - 1 | VakıfBank | 25-15, 25-19, 23-25, 25-18 |

##### Finale
| 4 maggio 2025 Ülker Sports Arena, Istanbul Durata: 1h:07 - Spettatori: 5 407 | Imoco | 3 - 0 | Savino Del Bene | 25-16, 25-21, 25-19 |

## Premi individuali
| Premio                 | Nome               | Squadra      |
| ---------------------- | ------------------ | ------------ |
| MVP                    | Isabelle Haak      | Imoco        |
| Miglior palleggiatrice | Alessia Orro       | Pro Victoria |
| Miglior opposto        | Paola Egonu        | Pro Victoria |
| Miglior schiacciatrice | Gabriela Guimarães | Imoco        |
| Miglior schiacciatrice | Zhu Ting           | Imoco        |
| Miglior centrale       | Hena Kurtagić      | Pro Victoria |
| Miglior centrale       | Marina Lubian      | Imoco        |
| Miglior libero         | Monica De Gennaro  | Imoco        |
| Miglior allenatore     | Giovanni Guidetti  | VakıfBank    |

## Statistiche
| Rendimento individuale | Rendimento individuale | Rendimento individuale | Rendimento individuale |
| Pos.                   | Nome                   | Punti                  | Squadra                |
| ---------------------- | ---------------------- | ---------------------- | ---------------------- |
| 1                      | Paulina Damaske        | 179                    | Budowlani Łódź         |
| 2                      | Terry Enweonwu         | 163                    | Budowlani Łódź         |
| 3                      | Paola Egonu            | 157                    | Pro Victoria           |
| 3                      | Krystal Rivers         | 157                    | MTV Stoccarda          |
| 5                      | Ekaterina Antropova    | 152                    | Savino Del Bene        |
| 6                      | Isabelle Haak          | 149                    | Imoco                  |
| 6                      | Marina Markova         | 149                    | VakıfBank              |
| 8                      | Malina Terrell         | 147                    | TENT                   |
| 9                      | Sabrina Machado        | 138                    | Developres Rzeszów     |
| 10                     | Taylor Bannister       | 131                    | Vasas                  |

| Attacchi vincenti | Attacchi vincenti   | Attacchi vincenti | Attacchi vincenti  |
| Pos.              | Nome                | Punti             | Squadra            |
| ----------------- | ------------------- | ----------------- | ------------------ |
| 1                 | Paulina Damaske     | 151               | Budowlani Łódź     |
| 2                 | Terry Enweonwu      | 141               | Budowlani Łódź     |
| 3                 | Paola Egonu         | 134               | Pro Victoria       |
| 4                 | Malina Terrell      | 133               | TENT               |
| 5                 | Krystal Rivers      | 131               | MTV Stoccarda      |
| 6                 | Marina Markova      | 125               | VakıfBank          |
| 7                 | Isabelle Haak       | 123               | Imoco              |
| 8                 | Sabrina Machado     | 122               | Developres Rzeszów |
| 9                 | Ekaterina Antropova | 114               | Savino Del Bene    |
| 10                | Taylor Bannister    | 111               | Vasas              |

| Muri vincenti | Muri vincenti         | Muri vincenti | Muri vincenti      |
| Pos.          | Nome                  | Punti         | Squadra            |
| ------------- | --------------------- | ------------- | ------------------ |
| 1             | Nataša Čikuc-Deans    | 26            | TENT               |
| 2             | Ana Carolina Da Silva | 25            | Savino Del Bene    |
| 2             | Agnieszka Kąkolewska  | 25            | Developres Rzeszów |
| 2             | Hena Kurtagić         | 25            | Pro Victoria       |
| 5             | Zehra Güneş           | 24            | VakıfBank          |
| 5             | Saša Planinšec        | 24            | Budowlani Łódź     |
| 7             | Paulina Damaske       | 22            | Budowlani Łódź     |
| 8             | Anna Danesi           | 21            | Pro Victoria       |
| 9             | Janaína Mariano       | 20            | Porto              |
| 9             | Dana Rettke           | 20            | Eczacıbaşı         |
| 9             | Yuan Xinyue           | 20            | VakıfBank          |

| Battute vincenti | Battute vincenti    | Battute vincenti | Battute vincenti |
| Pos.             | Nome                | Punti            | Squadra          |
| ---------------- | ------------------- | ---------------- | ---------------- |
| 1                | Ekaterina Antropova | 19               | Savino Del Bene  |
| 2                | Hena Kurtagić       | 16               | Pro Victoria     |
| 3                | Alessia Orro        | 15               | Pro Victoria     |
| 4                | Taylor Bannister    | 14               | Vasas            |
| 4                | Terry Enweonwu      | 14               | Budowlani Łódź   |
| 6                | Arina Fedorovceva   | 13               | Fenerbahçe       |
| 6                | María Segura        | 13               | MTV Stoccarda    |
| 6                | Kiera Van Ryk       | 13               | VakıfBank        |
| 9                | Sara Ranković       | 12               | TENT             |
| 10               | Isabelle Haak       | 11               | Imoco            |